# Dolerocypria heylenae
Dolerocypria heylenae is een mosselkreeftjessoort uit de familie van de Candonidae. De wetenschappelijke naam van de soort is voor het eerst geldig gepubliceerd in 2001 door Wouters.